# Jealousy (Xのアルバム)
| 専門評論家によるレビュー | 専門評論家によるレビュー |
| レビュー・スコア         | レビュー・スコア         |
| 出典                     | 評価                     |
| ------------------------ | ------------------------ |
| オールミュージック       | [ 1 ]                    |
| The Nihon Review         | [ 2 ]                    |

『Jealousy』（ジェラシー）は、日本のロックバンド X（現・X JAPAN）が1991年7月1日にリリースした3枚目のスタジオ・アルバム。オリコンの売り上げとしてはX JAPAN名義も含めて初動売上でバンド最高の60万枚以上を売り上げ、『BLUE BLOOD』に次ぐチャートイン50週を記録し、ミリオンセラーとなった。
2007年2月14日に、リマスター盤とインストゥルメンタル・トラック盤をコンパイルした期間限定のCD2枚組『Jealousy (SPECIAL EDITION)』がキューンレコードから発売された（メーカー限定出荷期間は2007年2月14日-2007年5月31日）。その後『Jealousy (SPECIAL EDITION)』を“REMASTERED EDITION”として復刻。オリジナル・アルバムのリマスター盤CDのみを収録した『Jealousy (REMASTERED EDITION)』が、同じくキューンレコードから2008年3月19日に発売された。オリコン週間アルバムチャートでは『Jealousy (SPECIAL EDITION)』が31位、『Jealousy (REMASTERED EDITION)』が241位を記録した。
前作『BLUE BLOOD』収録曲の多くがほとんどのライブで演奏されているのに対し、本作収録曲やシングルで発表された収録予定曲の多くはX JAPAN以降演奏機会が減っていった（「Joker」「Sadistic Desire」は1996年まで、「Silent Jealousy」「ART OF LIFE」「Say Anything（Acoustic Version）」は再結成後に再び演奏されている）。
バンド解散後にX非公認のCD「Indies of X Rose & Blood』が発売されたが、内容は今作と次作のデモ音源である。
2016年7月27日に、リリース25周年を記念し、Blu-spec CD2仕様でのリマスタリング盤の発売が決定した。リマスタリングエンジニアは、『X SINGLES』(2014年盤)のリマスターも担当した、Bob Ludwig。初回生産限定盤・通常盤の2パターンで展開され、初回生産限定盤はスリーブケース、ブラックケース仕様で、moraハイレゾミュージッククーポンを同梱。

## 録音
メンバーは1990年11月24日に渡米し、ロサンゼルスの録音スタジオでアルバムを制作した。YOSHIKIはヨーロッパの録音スタジオでレコーディングを希望していたが、TAIJIの「レコーディング嫌いのメンバーがXには多いから、行き詰まる。どの道行き詰まるなら、もう少し刺激のある場所に行った方が良いんじゃないか」という提案もあり、メンバー内の多数決で最終的にロサンゼルスになった。それでも「空気が乾燥しているので、音の伝わり方が違う」「スタジオとアパートの往復が自由」「Xのメンバーとして見られないために、役割からの開放感故に自分を見つめ直すことができた」と相応のメリットを体感した。但しロサンゼルスの環境があまりにも緩やかで、直接指摘するスタッフもいなかったため、「その感情を自発的にどんどんレコーディングに持っていかないと」という焦りもあった。
エンジニアのリッチ・ブリーンが参加した切っ掛けは、TAIJIがマノウォーの「キングス・オブ・メタル」を聴いて「ピアノの入れ方・BPMの速いバラードが入っている・音のミキシングのセンスがXに似ているから合うかもしれない」と思って、メンバー全員に聞かせたら好感を抱いたことがきっかけでダメ元で依頼した。また、ドラム・テクニシャンを務めたヴィンス・ガットマンはリッチ・ブリーンの紹介である。
通常の海外でのレコーディングは当時の基準では2ヶ月で4千万程だったが、本作のレコーディングではロサンゼルスに6ヶ月滞在し、ソニーが約2億円負担した。その内1ヵ月半は首の骨を痛めてしまいドラムを叩けなかった。MRIを撮った結果、「首の頚椎が7本中3本悪い」「プレイスタイルを改めないと再発するし、治らない」と言われた。ギブスを付けながら練習してレコーディングに臨んだ。一度に通して録らず、2,3曲録ると、1～2週間空けて、また2曲録るスケジュールにした。それでも尚、音に対しても妥協せずに数々のテイクから厳選した。
TOSHIはレコーディング前より喉が悪く、ロサンゼルスの専門の医者に診察で「すぐにでも手術しないといけない」と言われた。だが、スケジュールや作品への歌い込みも考えて、「曲を把握した上で自信を持って歌っていきたい」という思いから、敢えてしなかった。その結果、歌い方・自分の感情の曲への込め方・術技・クオリティの保ち方・がTOSHIなりに掴めたため、自信半分・不安半分で挑めた。
当初は「ART OF LIFE」「Standing Sex」「Sadistic Desire」を含む2枚組としてリリースする予定だったが、YOSHIKIの体調不良などでレコーディングが間に合わず、2枚組とはならなかった。予定の全曲を入れようとした場合、リリースがもう少し先に延びることになっていたが、ソニーの上場に際し、5ヵ年決算に『Jealousy』の売上が必要になったことから、ソニーから1枚のみでのリリースを要請された。YOSHIKIは予定通り2枚組でリリースしようと譲らなかったが、レコード会社の重役がYOSHIKIを説得しにロサンゼルスまで来たため、YOSHIKIが折れて1枚物でのリリースとなった。予定の全曲を収録した場合のジャケット・カバーも別に用意されていた。

## 音楽性とテーマ
コンセプトは「YOSHIKI以外のメンバーが担当した詞や曲を入れて、前作から約2年の間の個人の成長を見せる」とし、YOSHIKIだけだとどうしても偏るから、自身も沢山書いたが敢えて出さずに他のメンバーの書いた曲を聞いてから、その隙間にはまる曲をストックから出した。
YOSHIKIは自分だけのテーマとして「殺気」を追求する事に徹し、「Rose & Blood Tour」終了直後に2週間自宅の玄関の鍵をかけ、カーテンも閉めて、外の天気もわからない状態にして楽器のない部屋に閉じこもり、只管譜面に向かい合った。そして、「同じメロディでも何か怖さを持っていたり、心を掴み取られそうな危なさがあるようにする。それは作曲の技術ではなく、その時の精神状態の問題」「音色でも他の音色と絡んでいるか、自分が音とセックスできているかの気持ちでプレイできるか」「歌詞は自分自身の混乱を反映させた。できる限り日本語を使うようにした」と語っている。
ブックレットにはメンバーのプロフィールが掲載されている。

## プロモーション
100万枚のアルバム・セールスを目標に据え、テレビや雑誌などへの多くの露出を意識した。当初はアルバムのリリースに先駆けて「Silent Jealousy」をシングルでリリースする予定であったが、結果的にはアルバム・リリースの2ヶ月後になった。
プロモーション前に日本での当時の自宅の住所がばれて、ファンが集まって自宅に帰れなくなり、ホテル暮らしを余儀なくされた。
スクリーミング・マッド・ジョージがアートワークを担当したアルバム・ジャケットは、背後から伸びた4本の腕が体に絡みついた裸のYOSHIKIが両手首を鎖に縛られた状態で写っている。1991年11月4日にYOSHIKIによる「『Jealousy』ジャケット再現パフォーマンス」を原宿の歩行者天国で予定していたが、当日は5,000人以上のファンが集まったため、中止となった。Xのグッズショップ「Jealousix」が新宿モザイク坂と渋谷パルコSR-6で、1991年7月1日から9月30日の期間限定で出店していた。
テレビCM用に15秒スポットが制作された。1991年の6月に撮影が行われ、完成したCMではオーディションで選ばれたモデルのロレッタとYOSHIKIによるキスシーンが全体の半分を占めた。

### ツアー
1991年8月6日の新潟を皮切りに、全国9都市を周る「Violence In Jealousy Tour 1991」を行った。しかし、全会場のチケットは即完、固定ファン以外の新規層の取り込みに大きくは寄与しなかった、とYOSHIKIは分析している。それを踏まえた翌1992年1月、キャパシティに余裕を持たせようと、東京ドームで3日間に渡って『東京ドーム3DAYS 〜破滅に向かって〜』を開催した。

## 収録曲
| 全編曲: X（特記を除く）。 |                                              |           |           |       |
| #                         | タイトル                                     | 作詞      | 作曲      | 時間  |
| 1.                        | 「Es Durのピアノ線」                         | YOSHIKI   | YOSHIKI   | 1:53  |
| 2.                        | 「Silent Jealousy」                          | YOSHIKI   | YOSHIKI   | 7:18  |
| 3.                        | 「Miscast」                                  | HIDE      | HIDE      | 5:13  |
| 4.                        | 「Desperate Angel」                          | TOSHI     | TAIJI     | 5:53  |
| 5.                        | 「White Wind From Mr.Martin ～Pata's Nap～」 | PATA      | PATA      | 1:02  |
| 6.                        | 「Voiceless Screaming」                      | TOSHI     | TAIJI     | 6:16  |
| 7.                        | 「Stab Me In The Back」                      | 白鳥瞳    | YOSHIKI   | 3:52  |
| 8.                        | 「Love Replica」(編曲：HIDE)                 | HIDE      | HIDE      | 4:35  |
| 9.                        | 「Joker」                                    | HIDE      | HIDE      | 5:33  |
| 10.                       | 「Say Anything」                             | YOSHIKI   | YOSHIKI   | 8:42  |
| 合計時間:                 | 合計時間:                                    | 合計時間: | 合計時間: | 50:17 |

| #         | タイトル                               | 作詞  | 作曲・編曲 | 時間 |
| --------- | -------------------------------------- | ----- | ---------- | ---- |
| 1.        | 「Silent Jealousy (Instrumental)」     |       |            | 7:21 |
| 2.        | 「Miscast (Instrumental)」             |       |            | 5:16 |
| 3.        | 「Desperate Angel (Instrumental)」     |       |            | 5:55 |
| 4.        | 「Voiceless Screaming (Instrumental)」 |       |            | 6:18 |
| 5.        | 「Stab Me In The Back (Instrumental)」 |       |            | 3:52 |
| 6.        | 「Joker (Instrumental)」               |       |            | 5:32 |
| 7.        | 「Say Anything (Instrumental)」        |       |            | 8:42 |
| 合計時間: | 合計時間:                              | 42:56 |            |      |

## 楽曲解説
1. Es Durのピアノ線
  - 当初は「Silent Jealousy」をアルバムの1曲目に据えていたが、オープニングにふさわしくないと判断し、その前置きになる曲として作られた[6]。タイトルだけが先行して決定され、ジャケットにタイトルが刷り込まれた後、ロサンゼルスから帰国する3日前に1日で制作された[6]。
  - インプロビゼーションによるインストゥルメンタル曲。曲の後半、一瞬音が途切れた次の瞬間に一音高い音が鳴り響き、その直後に不協和音が流れる展開になっているが、その一音がタイトルにあるEs（ミのフラット）の音である。この一音はYOSHIKIがドライバーで直接ピアノ線を弾いて音を出している[6]。
  - 何時間もかけレコーディングを行い、やっとの思いで納得のいく演奏を録音できたが、外国人のエンジニアにうまく伝えられず、一度録音を消去されてしまったことがYOSHIKIが英語の上達に励むきっかけとなった[13]。
2. Silent Jealousy
  - 後に、4作目のメジャー・シングルとして、リカットされる。
  - ギター録りではMesa Boogie製のアンプが使用されている。
3. Miscast
  - 歌詞はアルバムコンセプトのジェラシーから連想し、「金・地位・権力に対するジェラシー」「栄枯盛衰」がモチーフとなっている[5]。
  - バックトラックは渡米前にアレンジまで終わっていた[5]。
  - 音作りは「Xには無かったロックンロール」を目指した。
  - ギターは全編作曲者のHIDEによる。レコーディングではギターテックとして帯同した、当時フェルナンデスのランディ高橋氏所有のオールドのGibsonのSGを借りて録音された。
  - 解散前のライブでは、HIDEがソロ・コーナーで歌う事も多かった。HIDEのセルフカバーのバージョンも音源化されており、『Cafe Le Psyence-hide LEMONed Compilation』というコンピレーションの1曲として彼の死後に音源化された。HIDEのものは元々デモバージョンで音の状態もかなり悪化していたために、PATAのギターとHEATHのベースとJOEのドラム、そしてI.N.Aのプログラミングで改めて製作した。
4. Desperate Angel
  - TAIJIの作ったアメリカンロックンロール。イントロにゴスペルが入る。
  - ギターソロはHIDE→PATAの順。ハモンドオルガン風のサウンドにするためレスリースピーカーを使用。PATAはレスポールの音が上手くハマらず、ソロのみストラトキャスターで弾いている。
  - TAIJIが晩年結成したバンドTSPがカバーしており、彼の死後の2012年にアルバム『The Last Resistance of the Firebird』のアウトテイクとして発表された。
5. White Wind From Mr.Martin ～Pata's Nap～
  - 「Voiceless Screaming」の繋ぎの曲。X及びX JAPANの作品の中で、PATAが作曲をしているのはこの曲とアルバム「DAHLIA」に収録された「WRIGGLE」(HEATHとともに作曲)のみである。
  - 作り始める1週間前にアコースティック・ギターを買い、レコーディング終了2週間前に制作した[5]。
  - 元々は本気で入れるつもりは無く、PATAがスタジオでアコースティックギターを弾いて別々のコード進行を色々加えて遊び感覚で爪弾いていたところを[5]、通りかかったTAIJIがその演奏を気に入り「『Voiceless Screaming』の前にそんな感じのインストが欲しい」と言ったことがきっかけ。それを受けてPATAがアレンジを練り直して完成させた。
  - 最初はサブタイトルにある「Pata’s Nap」のみであったが、後にYOSHIKIが正式なタイトルとしてBlue Windを提案し、PATAはそれをジェフ・ベックのようだと気に入ったが、青よりも白のほうがより曲のイメージに合っていると感じてWhite Windに変更になった。またMr.Martinとは、PATAがロサンゼルス滞在中に購入し、この曲のレコーディングで使用したマーティンのアコースティック・ギターに由来している[10]。
6. Voiceless Screaming
  - レコーディング中に喉を潰してしまったTOSHIが、自分自身をモデルに作詞。
  - 曲は89年夏頃に原型が完成しており、10分を超える組曲にする予定もあったが、最終的にバラードとなった[5]。
  - この曲では、ほとんどのギターをTAIJIがひとりで演奏しており（ソロの後半部分だけ、TAIJI・TOSHI・クルーの1人による3人のギター演奏になっている[14]）、HIDEとPATAは演奏に参加していない。その卓越した演奏は、HIDEをして「俺には弾けない」、PATAも「TAIJIほど上手くは弾けない」と言わしめたほど。ライブでは、PATAとTAIJIのふたりで演奏されていた。なお、この曲を演奏する秘訣は、TAIJI本人曰く「フォークソングを勉強すること」だそう。
  - TAIJIは脱退後に自身のバンドであるD.T.Rで「Voiceless」として、TAIJI with HEAVEN'Sで「Voiceless Screaming ～from Heavens」としてカバーしている。TOSHIソロライブでも演奏されていた。
7. Stab Me In The Back
  - 1987年に、ビクターからリリースされたオムニバス『SKULL THRASH ZONE I』に収録されたもののリメイク。 ビクター版発売当時のメンバーはToshl、YOSHIKI、TAIJIの3人で、アルバムのブックレット内の写真もこの3人だけが写っている。PATAはメンバー表記に入っているがサポート扱いで、HIDEは当時はまだメンバーではなかった。ビクター版の同曲は、『Jealousy』に収録されたものに比べ、テンポがかなり遅く、バスドラムの連打がほとんどない。また、完全なスラッシュ･メタルである『Jealousy』版と比べると、ややハードコアに近い要素を含んだアレンジになっている。
  - テンポ200という「オルガスム」を上回るX史上最速のナンバー。1分間につき、ドラムを800発近く叩いている。HIDEはこの曲を「YOSHIKI殺し」と呼んでいた。
  - この曲を収録するにあたり、YOSHIKIが掲げたテーマは「最速のテンポに挑戦！」であった。当初は収録された物より更にテンポが速く、渡米前に試し録りで弾いてみたPATAも「これはさすがに無理だろ」と言う程で、最終的に当初の予定よりも少しテンポを落としたバージョンが収録される事となった。
  - 激しいドラムプレイのため、レコーディング直後の2日間、YOSHIKIは椎間板ヘルニアを背負うことになる。
  - テンポが速いだけではなく、YOSHIKIがピアノで作ったメロディやフレーズが基になっているため、通常のロックやメタルのギターではあまり用いない運指も多く、Xの楽曲の中でも最も難しい部類に入るため、オフィシャルバンドスコアでメンバー達は「コピーする奴いるのか？」と語っている。
  - 『Jealousy』版は、「BLUE BLOOD TOUR」などで演奏された。ライブに於いては、曲中にHIDEによるアドリブのスキャット（通称「HIDE語」）が挿入されるのが定番となっていた。
  - ギターソロ及びメインリフはPATAが担当している。ライブではPATAがフルピッキングでギターソロを演奏しており、ファンの間では「PATAの本気を見られる楽曲」としても有名。
  - YOSHIKIは「メジャーシーンに行くと絶対に失っていく要素をこの曲に込めた」と語っている[5]。
8. Love Replica
  - 作曲する前から「三拍子の曲を作る」と決めていた[5]。
  - 「ハンマー・ビートの音が欲しい」と言う思いから、HIDEが周りの様々な「音」をサンプリングし、プログラミングした。リズムの音はハンマーを持ったHIDEがスタジオの表にあった大きなゴミ箱をスタジオに持ち込み、それをパイプで叩いた音である[5]。
  - 曲全編にわたってフランス語によるナレーションが挿入されているが、これはHIDEがアルバムコンセプトのジェラシーからナルシストを連想して(自分で自分の美しさに“嫉妬”することから)書いたものである[5]。
  - 一部のフレーズは、横須賀サーベルタイガー時代に既に出来ていた。これは、アルバム「Origin Of Hide Yokosuka Saver Tiger Vol.2 Best Live & Making」の12,13トラックの音声で確認できる。
  - X JAPAN再結成後の2010年のライブ『X JAPAN WORLD TOUR Live in YOKOHAMA 超強行突破 七転八起 〜世界に向かって〜』にて、SUGIZOとPATAのソロコーナーの際に、メロディーの一部が演奏された。
9. Joker
  - 後に7枚目のシングルとしてリカットされ、『Jealousy』に収録される予定だった「Standing Sex」とともに収録されている。
10. Say Anything
  - 後に8枚目のシングルとしてリカットされる。
  - レコーディングの最後の最後、締め切りギリギリまで不眠不休で作業を続け完成させた1曲である。
  - 本来ならば締め切りに間に合わないはずであったが、先行して制作されたアルバムの製品用のジャケットやインナーの素材に同曲のタイトルが既に印刷されていたため、「曲名がクレジットされてるのに間に合いませんでした！で未収録という事になれば、それらの素材が使えなくなり、作り直しになる、という事はまだ2，3日は猶予があるはず、このまま制作を続けよう！」とレコーディングを続行し間に合わせた。

## パーソネル
| - ミキシング・エンジニア：      | リッチ・ブリーン、ブルース・ミラー、ポール・ウィンガー |
| - レコーディング・エンジニア：  | リッチ・ブリーン、ブルース・ミラー、中井賢二、 ポール・ウィンガー、スタンレー・サルターズ、ジョー・トリシ                                                                           |
| - アシスタント・エンジニア：    | ボブ・ラチヴィタ、トレイシー・チザム、ジョン・パテルノ、 グレッグ・マッコネル、ジェフ・ラッハ、スコット・ヨアヒム、 デイヴ・レヴィ、デュアン・シコラ、ジェフ・オールデン、 小川次郎 |
| - マスタリング・エンジニア：    | 田中三一（ソニー信濃町スタジオ） 阿部充泰（Sony Music Studios Tokyo） ボブ・ラドウィグ（Gateway Mastering Studios）                                                                 |
| - ストリングス・アレンジ&指揮： | デヴィッド・キャンベル |
| - コンサート・マスター：        | ブルース・デュコフ |

| - ヴォーカル・コーチ&プロデュース： | ロジャー・ラヴ                                                                                                 |
| - バックグラウンド・ヴォーカル：    | ロジャー・ラヴ、ジーン・ミラー、 ウォーレン・ハム（「Desperate Angel」 ）                                      |
| - ヴォイス：                        | エンジェル・フィゲロア、ローラ・マクブルーム（「Joker」）、 シルヴィアン・ル・シュヴァリエ（「Love Replica」） |
| - ハーモニカ：                      | スタンレー・ベーレンス                                                                                         |
| - ドラム・テクニシャン：            | ヴィンス・ガットマン                                                                                           |
| - ギター・テクニシャン：            | 高橋和仁 |